# Vera Moechina

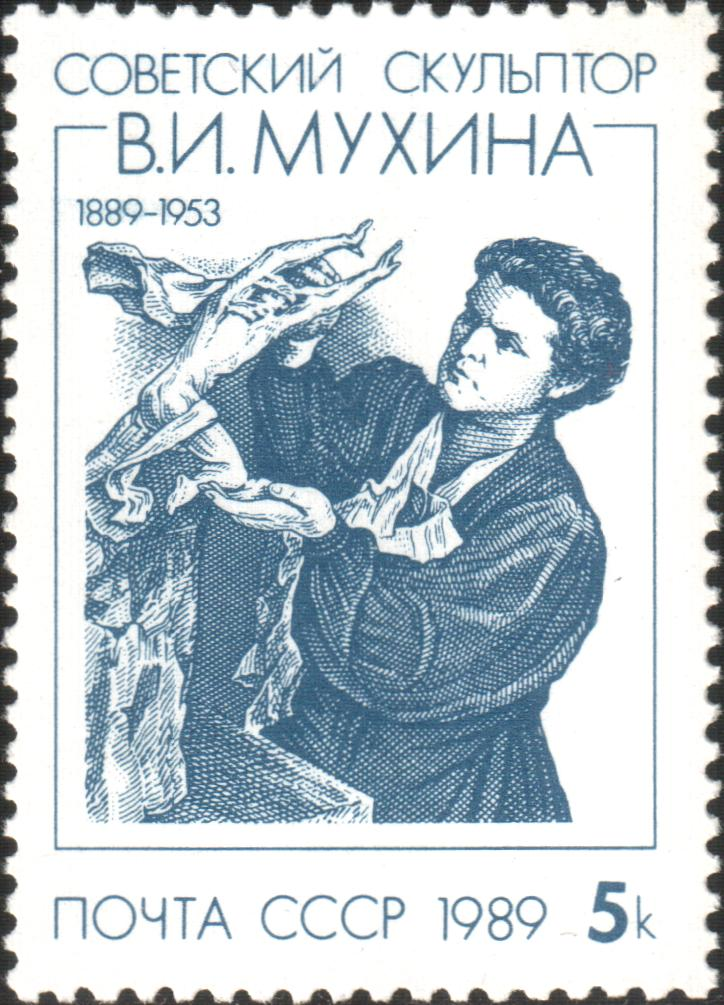
Moechina op een Russische postzegel uit 1989.

Vera Ignatjevna Moechina (Russisch: Вера Игнатьевна Мухина, Lets: Vera Muhina) (Riga, 19 juni 1889 - Moskou, 6 oktober 1953) was een Sovjet-Russisch beeldhouwster.

## Leven en werk

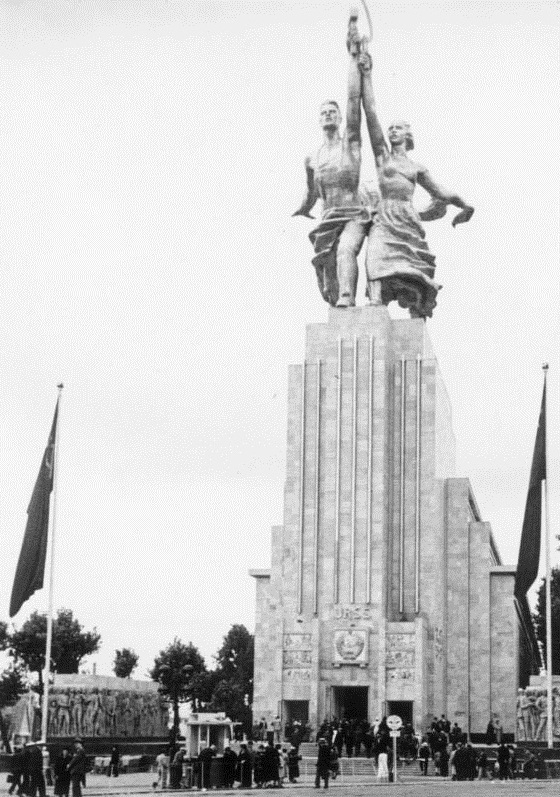
Arbeider en Kolchoz-vrouw, voor het Sovjetpaviljoen, 1937, Parijs

Moechina werd geboren in een vermogende Letse koopmansfamilie. Ze deed diverse kunststudies in Moskou, onder andere bij Konstantin Joeon en Ilja Masjkov. Ze leerde schilderen zowel als beeldhouwen. In 1912 ging ze naar Parijs, waar ze studeerde aan de Académie de la Grande Chaumière en bij Émile-Antoine Bourdelle. Vervolgens bestudeerde ze in Italië de schilders en beeldhouwers van de Italiaanse renaissance. In 1915-1916 was ze assistente van Aleksandra Ekster bij het Moskouse kamertheater, als decorbouwster. In 1918 trouwde ze de militaire chirurg Aleksej Zamkov.

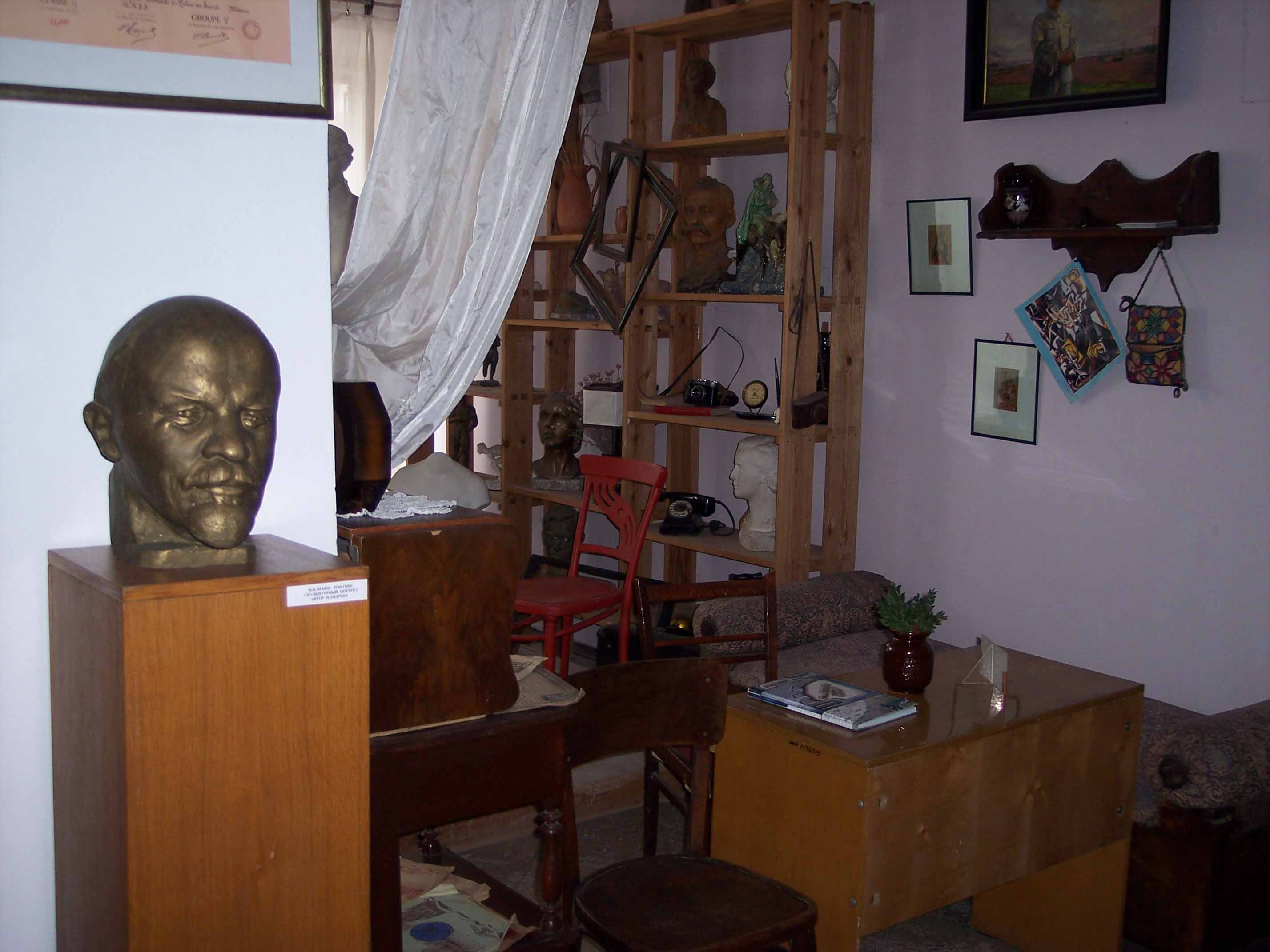
Reconstructie van Moechina's atelier

Vanaf de jaren twintig legde Moechina zich volledig toe op het beeldhouwen. Aanvankelijk werkte ze in een kubistische stijl, later groeide ze uit tot een van de meest prominente kunstenaars en pleitbezorgers van het socialistisch realisme. Met name in de jaren dertig viel haar werk als het ware samen met het zelfbeeld van de toenmalige Sovjet-Unie. Ze maakte vooral realistische mensfiguren, vaak met constructivistische kenmerken: krachtige, levendige, vaak monumentale beelden, van boeren en arbeiders, maar ook van 'Sovjet-helden' (Lenin, Stalin, Gorki, Tsjaikovski), emblematisch, symbolisch, overtuigingskracht, optimisme en helderheid uitstralend. Het 'zijn gestalten van de nieuwe mens, vervult van zijn innerlijke waarheid, ervan overtuigd dat het recht aan zijn kant staat'. Exemplarisch is het enorme beeldenpaar Arbeider en kolchozboerin, het eerste ooit in roestvrij staal, dat ze maakte voor het Russische paviljoen op de Wereldtentoonstelling van 1937 te Parijs, tegenwoordig te zien in het Panrussisch Exhibitiecentrum (Всероссийский выставочный центр) te Moskou. Ook in eigen land werkte ze voornamelijk in opdracht en maakte een groot aantal officiële monumenten alsook architectonische constructies. Daarnaast werkte ze veel met glas.
Moechina won vijf keer de Stalinprijs en kreeg in 1943 de titel 'Kunstenaar van het volk'. Begin 1953 schreef ze haar memoires onder de titel Gedachten van een beeldhouwer. Ze overleed in 1953, 64 jaar oud. In Feodosija op de Krim is een museum aan haar gewijd.

## Vernoemingen
In 1985 werd een inslagkrater op de planeet Venus naar haar vernoemd.